# La Vie acrobate
 (février 2023).
La mise en forme du texte ne suit pas les recommandations de Wikipédia : il faut le « wikifier ».
Les points d'amélioration suivants sont les cas les plus fréquents. Le détail des points à revoir est peut-être précisé sur la page de discussion.
- Les titres sont pré-formatés par le logiciel. Ils ne sont ni en capitales, ni en gras.
- Le texte ne doit pas être écrit en capitales (les noms de famille non plus), ni en gras, ni en italique, ni en « petit »…
- Le gras n'est utilisé que pour surligner le titre de l'article dans l'introduction, une seule fois.
- L'italique est rarement utilisé : mots en langue étrangère, titres d'œuvres, noms de bateaux, etc.
- Les citations ne sont pas en italique mais en corps de texte normal. Elles sont entourées par des guillemets français : « et ».
- Les listes à puces sont à éviter, des paragraphes rédigés étant largement préférés. Les tableaux sont à réserver à la présentation de données structurées (résultats, etc.).
- Les appels de note de bas de page (petits chiffres en exposant, introduits par l'outil «  Source ») sont à placer entre la fin de phrase et le point final[comme ça].
- Les liens internes (vers d'autres articles de Wikipédia) sont à choisir avec parcimonie. Créez des liens vers des articles approfondissant le sujet. Les termes génériques sans rapport avec le sujet sont à éviter, ainsi que les répétitions de liens vers un même terme.
- Les liens externes sont à placer uniquement dans une section « Liens externes », à la fin de l'article. Ces liens sont à choisir avec parcimonie suivant les règles définies. Si un lien sert de source à l'article, son insertion dans le texte est à faire par les notes de bas de page.
- La présentation des références doit suivre les conventions bibliographiques. Il est recommandé d'utiliser les modèles {{Ouvrage}}, {{Chapitre}}, {{Article}}, {{Lien web}} et/ou {{Bibliographie}}. Le mode d'édition visuel peut mettre en forme automatiquement les références.
- Insérer une infobox (cadre d'informations à droite) n'est pas obligatoire pour parachever la mise en page.

Pour une aide détaillée, merci de consulter Aide:Wikification.
Si vous pensez que ces points ont été résolus, vous pouvez retirer ce bandeau et améliorer la mise en forme d'un autre article.
Pour plus de détails, voir Fiche technique et Distribution.
La Vie acrobate est le premier long-métrage documentaire réalisé par Coline Confort, diplômée de l'ECAL en 2020. Produit par Emmanuel Gétaz et Frédéric Malègue, il retrace le retour au cirque de Silke Pan,, acrobate germano-suisse et athlète de haut niveau d'handbike. Sortie au cinéma en Suisse romande : 17 mai 2023.

## Synopsis
Chaque matin, par presque tous les temps, Silke Pan part s’entraîner sur son handbike sur les routes de la Vallée du Rhône et des Alpes toutes proches. Maintes fois médaillée au plus haut niveau, l'objectif est alors une qualification pour les Jeux paralympiques 2021 de Tokyo. Didier, son mari, l’encourage.
C’est aussi Didier qui la conduit régulièrement au centre de paraplégie de Nottwil pour des contrôles neurologiques. En 2007, elle y a passé plusieurs mois à la suite de son accident de trapèze, survenu durant un numéro de voltige qu’elle présentait avec Didier. Un terrible accident qui l’a laissée paraplégique et l’a éloignée totalement du monde du spectacle, dont elle n’a plus voulu entendre parler.
Les médias couvrent régulièrement son actualité sportive et lors d'une interview radio, la question de la responsabilité de Didier dans l'accident de Silke est soudain évoquée. En vérité, 13 ans après, le traumatisme reste vivace. Et ses conséquences ponctuent chaque jour de la vie de Silke : elle doit passer quotidiennement des heures à soigner son corps meurtri.
Retour à la compétition. Silke rate une course qualificative importante, ses adversaires pour les Jeux paralympiques l’ont devancé. Elle confie à Didier sa fatigue, le poids de cette course à la qualification.
Soudain, pendant le confinement du Covid, Silke ressent l’envie d’essayer de se remettre sur ses mains. En brisant ce tabou psychologique, elle s’ouvre un nouvel horizon : le retour au cirque. 
Silke se bat avec elle-même, les lumières de la piste la font à nouveau rêver. Le handbike n’est plus sa première motivation mais aller à Tokyo serait malgré tout l’apothéose de sa carrière sportive…

## Fiche technique
- Production : Emmanuel Gétaz (Dreampixies), Frédéric Malègue (Goyaves)
- Coproduction : RTS, ARTE GEIE
- Direction de production : Alexandra Karamisaris, Marie-Alix Vincenti
- Réalisation : Coline Confort
- Scénario : Coline Confort et Emmanuel Gétaz
- Photographie : Leandro Monti, Camille Cottagnoud et Nicolas Veuthey
- Son : Stéphane Mercier, Björn Cornelius, Théodora Menthonnex et Benoît Frech
- Musique originale : Organ Mug
- Montage : Nalia Govianoli
- Montage son : Sebastian Friedmann
- Mixage : Jérôme Vittoz
- Étalonnage : Boris Rabusseau
- Distribution en Suisse : Outside the Box
- Genre : documentaire
- Pays d'origine : Suisse, France
- Langue : Français
- Durée : 78 minutes

## Distribution
- Protagonistes : Silke Pan et Didier Dvorak